# افندورف
افندورف (به فرانسوی: Offendorf) یک کمون در فرانسه با جمعیت ۲٬۰۴۱ نفر است که در Canton of Bischwiller واقع شده‌است.